# 勒谢讷
勒谢讷（法語：Le Chesne，發音：[lə ʃɛn]）是法国大東部大區阿登省的一个旧市镇，属于武济耶区。2016年，勒谢讷与邻近的2个市镇合并为新市镇拜龙埃塞桑维龙。

## 地理
勒谢讷（49°30'48.16"N, 4°45'48.37"E）面积23.87 平方千米，位于法国大東部大區阿登省，该省份为法国北部内陆省份，西接埃纳省，南至马恩省，东临默兹省，北与比利时接壤。
与勒谢讷接壤的市镇（或旧市镇、城区）包括：莱萨勒、巴尔河畔贝尔维尔和沙蒂永、卢韦尔尼、蒙贡、索维尔、塔奈、翁克。
勒谢讷的时区为UTC+01:00、UTC+02:00（夏令时）。

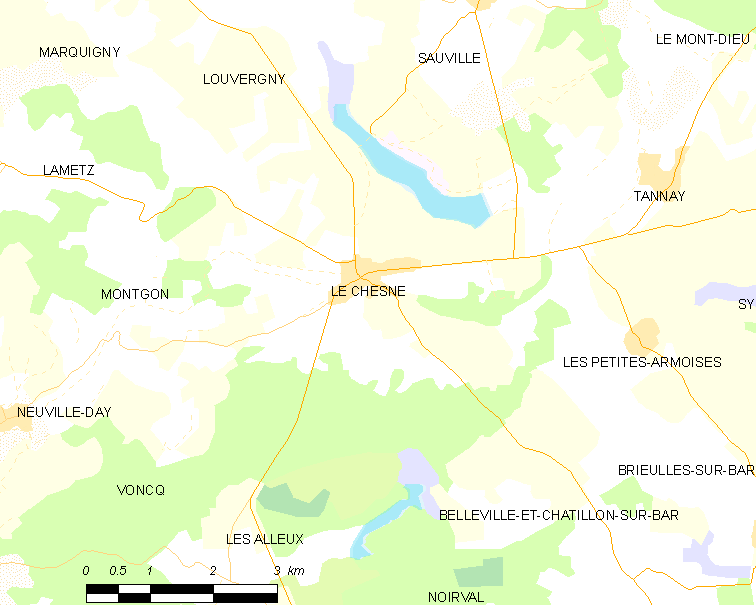
勒谢讷的OSM定位图

## 行政
勒谢讷的邮政编码为08390、08400，INSEE市镇编码为08116。

## 政治
勒谢讷所属的省级选区为武济耶县。

## 人口

1962-2008年间勒谢讷人口变化图示

勒谢讷于2018年1月1日时的人口数量为883人。